# Municipio de Kelliher
El municipio de Kelliher (en inglés, Kelliher Township) es un municipio del condado de Beltrami, Minnesota, Estados Unidos. Tiene una población estimada, a mediados de 2022, de 125 habitantes.
Abarca una zona exclusivamente rural.

## Geografía
Está ubicado en las coordenadas 47°59′42″N 94°28′26″O / 47.99500, -94.47389. Según la Oficina del Censo de los Estados Unidos, tiene una superficie total de 86.80 km², de los cuales 86.78 km² corresponden a tierra firme y 0.02 km² están cubiertos de agua.

## Demografía
Según el censo de 2020, en ese momento había 126 personas residiendo en la zona. La densidad de población era de 1.5 hab./km². El 91.27 % de los habitantes eran blancos, el 1.59 % eran amerindios, el 1.59 % eran de otras razas y el 5.56% eran de una mezcla de razas. Del total de la población, el 1.59 % eran hispanos o latinos de cualquier raza.

## Gobierno
El municipio está gobernado por una Junta integrada por tres supervisores, que en agosto de 2023 son: Terry Daken, Delbert Lundin y Mike Nistler.